# Cymodusa parva
Cymodusa parva är en stekelart som beskrevs av Dbar 1985. Cymodusa parva ingår i släktet Cymodusa och familjen brokparasitsteklar. Inga underarter finns listade i Catalogue of Life.